# Hur ljuvligt klingar Jesu namn
Hur ljuvligt klingar Jesu namn är en översättning av psalmen How sweet the name of Jesus sounds av den engelske prästen John Newton. Psalmen har på svenska fyra till åtta verser som översatts till svenska av Erik Nyström och Lina Sandell.  Psalmen har således två svenska versioner av samma engelska psalmtext. I det engelska originalet har psalmen sex verser. Musiken är komponerad av Alexander Robert Reinagle.

## Publicerad i
- Sånger till Lammets lof 1877 som nr 172 med titeln "Det ljufliga namnet".
- Herde-Rösten 1892 som nr 395  under rubriken "Jesu namn".
- Hjärtesånger 1895 som nr 50 under rubriken "Jesu namn".
- Svensk söndagsskolsångbok 1908 som nr 38 under rubriken "Jesu namn och person".
- Svenska Missionsförbundets sångbok 1920 som nr 104. Den andra svenska versionen är nr 103 Jag vet ett namn så dyrt och kärt med åtta verser i samma sångbok och är utförd av Lina Sandell.
- Sions Sånger 1951 nr 73.
- Förbundstoner 1957 som nr 54 under rubriken "Guds uppenbarelse i Kristus: Jesu namn".
- Sions Sånger 1981 nr 179 under rubriken "Tack och lov".